# 阿朗松圣母村
阿朗松圣母村（法語：Notre-Dame-d'Allençon，法語發音：[nɔtʁ dam dalɑ̃sɔ̃] ⓘ）是法国曼恩-卢瓦尔省的一个旧市镇，属于昂热区。2017年，阿朗松圣母村和另外2个市镇合并为新市镇泰朗茹（Terranjou）。

## 地理
阿朗松圣母村（47°18'8"N, 0°26'59"W）面积13.63 平方千米，位于法国卢瓦尔河地区大区曼恩-卢瓦尔省，该省份为法国西部内陆省份，大致对应安茹地区，北起顺时针与马耶讷省、萨尔特省、安德尔-卢瓦尔省、维埃纳省、德塞夫勒省、旺代省、大西洋卢瓦尔省和伊勒-维莱讷省接壤。
与阿朗松圣母村接壤的市镇（或旧市镇、城区）包括：莱萨勒、布里萨克-坎塞、沙瓦涅、费当茹、贝勒维涅昂莱永、沃克雷蒂安。

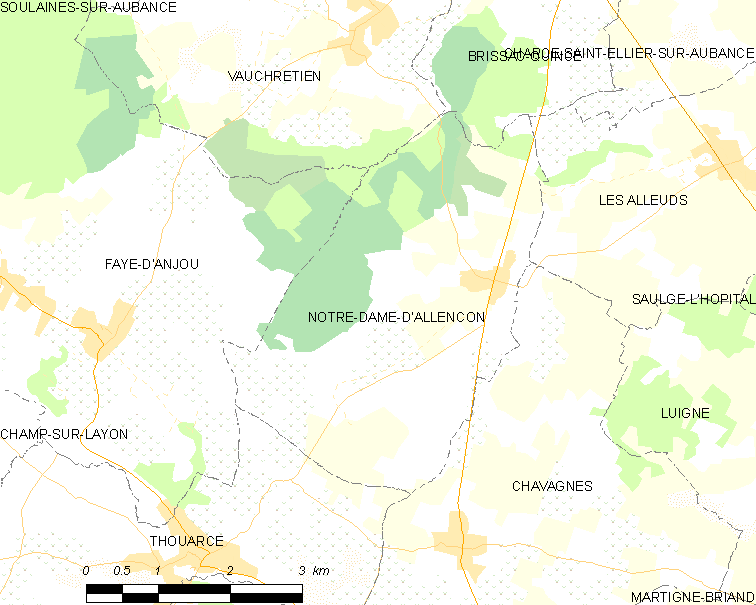
阿朗松圣母村的OSM定位图

阿朗松圣母村的时区为UTC+01:00、UTC+02:00（夏令时）。

## 行政
阿朗松圣母村的邮政编码为49380，INSEE市镇编码为49227。

## 政治
阿朗松圣母村所属的省级选区为安茹地区舍米耶县。

## 人口

1962-2008年间阿朗松圣母村人口变化图示

阿朗松圣母村于2018年1月1日时的人口数量为722人。